# Александрос Маргаритис
Александрос Маргаритис (на гръцки: Αλέξανδρος Μαργαρίτης; роден на 20 септември 1984 г. в Бон) е германски автомобилен състезател от гръцки произход.
Маргаритис започва кариерата си в състезания през 2000 г. Най-големият му успех е първенството на ADAC GT Masters през 2011 година.